# Angels (EP)
Angels je prvo izdanje grupe Whiskeytown. EP je objavljen 1995. u izdanju Mood Food Recordsa.

## Popis pjesama
1. Angels are Messengers From God
2. Captain Smith
3. Tennessee Square
4. Take Your Guns

## Izvođači
- Ryan Adams – gitara, vokali
- Caitlin Cary – violina, vokal
- Skillet Gilmore –  bubnjevi
- Steve Grothmann – bas
- Phil Wandscher – gitara, vokali